# Hal Elrod
Hal Elrod (nasceu em 30 de maio de 1979) é um autor americano, palestrante e coaching de sucesso. Ele é o autor da série O Milagre da manhã, incluindo The Miracle Morning e The Miracle Equation, e o apresentador do podcast Achieve Your Goals . Em 1999, ele se envolveu em um grave acidente automobilístico do qual se recuperou posteriormente. Ele nasceu em Camarillo, Califórnia .

## livros
- Elrod, Hal; Kiyosaki, Robert (2012). The Miracle Morning: The Not-So-Obvious Secret Guaranteed to Transform Your Life (Before 8AM). [S.l.: s.n.] ISBN 978-0979019715
- Elrod, Hal (2012). Taking Life Head On! (The Hal Elrod Story): How To Love The Life You Have While You Create The Life of Your Dreams. [S.l.: s.n.] ISBN 978-0979019708
- Elrod, Hal (2013). The Miracle Morning Journal. [S.l.: s.n.] ISBN 978-0979019784
- Elrod, Hal; Maher, Michael; Reese, Michael; Kinder, Jay; Corder, Honoree (2014). The Miracle Morning for Real Estate Agents: It's Your Time to Rise and Shine (The Miracle Morning Book Series) (Volume 2). [S.l.]: Miracle Morning Publishing. ISBN 978-1942589006
- Elrod, Hal; Snow, Ryan; Corder, Honoree (2015). The Miracle Morning for Salespeople: The Fastest Way to Take Your Self and Your Sales to the Next Level (The Miracle Morning Book Series) (Volume 3). [S.l.]: Hal Elrod International. ISBN 978-1942589020
- Elrod, Hal; Petrini, Pat; Corder, Honoree (2015). The Miracle Morning for Network Marketers: Grow Yourself First to Grow Your Business Fast (The Miracle Morning Book Series). [S.l.]: Hal Elrod International. ISBN 978-1942589044
- Elrod, Hal; Corder, Honoree; Scott, Steve; Scott, S. J.; Altucher, James (2016). The Miracle Morning for Writers: How to Build a Writing Ritual That Increases Your Impact and Your Income (Before 8AM) (The Miracle Morning Book Series) (Volume 5). [S.l.]: Hal Elrod International. ISBN 978-1942589051
- Elrod, Hal; Snow, Ryan; Corder, Honoree (2016). The Miracle Morning for Salespeople Companion Guide: The Fastest Way to Take Your Self and Your Sales to the Next Level (The Miracle Morning Book Series) (Volume 2). [S.l.]: Hal Elrod International. ISBN 978-1942589075
- Elrod, Hal; Petrini, Pat; Corder, Honoree; Gebel, Mary Helgesen (2016). The Miracle Morning for Network Marketers 90-Day Action Planner (The Miracle Morning for Network Marketing) (Volume 2). [S.l.]: Hal Elrod International. ISBN 978-1942589112
- Elrod, Hal; Greenspan, Brianna; Corder, Honoree; Joy, Paul (2016). The Miracle Morning Art of Affirmations: A Positive Coloring Book for Adults and Kids. [S.l.]: Hal Elrod International. ISBN 978-1942589105
- Elrod, Hal; McCarthy, Lindsey; McCarthy, Mike; Corder, Honoree (2016). The Miracle Morning for Parents and Families: How to Bring Out the Best in Your KIDS and Your SELF (The Miracle Morning Book Series) (Volume 6). [S.l.]: Hal Elrod International. ISBN 978-1942589082
- Elrod, Hal; Herald, Cameron; Corder, Honoree; Howes, Lewis (2016). The Miracle Morning for Entrepreneurs: Elevate Your Self to Elevate Your Business. [S.l.]: Hal Elrod International. ISBN 978-1942589129
- Elrod, Hal; Corder, Honoree; Martino, Stacey; Martino, Paul (2017). The Miracle Morning for Transforming Your Relationship: How to Create an Unshakable Love and Unleashed Passion that Lasts a Lifetime! (The Miracle Morning Book Series) (Volume 9). [S.l.]: Hal Elrod International. ISBN 978-1942589143
- Elrod, Hal; Janji, Natalie; Corder, Honoree (2017). The Miracle Morning for College Students: The Not-So-Obvious Secrets to Success in College and Life. [S.l.]: Hal Elrod International. ISBN 978-1942589174
- Elrod, Hal; Janji, Natalie; Corder, Honoree (2017). The Miracle Morning for College Students Companion Planner. [S.l.]: Hal Elrod International. ISBN 978-1942589198
- Elrod, Hal; Osborn, David; Corder, Honoree (2018). Miracle Morning Millionaires: What the Wealthy Do Before 8AM That Will Make You Rich (The Miracle Morning). [S.l.]: Hal Elrod International. ISBN 978-1942589235
- Elrod, Hal; David, Anna; Polish, Joe; Corder, Honoree (2018). The Miracle Morning for Addiction Recovery: Letting Go of Who You've Been for Who You Can Become (Volume 12). [S.l.]: Hal Elrod International. ISBN 978-1942589259
- Elrod, Hal; Salazar, Lance; Salazar, Brandy; Corder, Honoree (2019). The Miracle Morning for Couples: Create Legendary Connections One Morning at a Time. [S.l.]: Hal Elrod International. ISBN 978-1942589297
- Elrod, Hal (2019). The Miracle Equation: The Two Decisions That Move Your Biggest Goals from Possible, to Probable, to Inevitable. [S.l.]: Random House Large Print. ISBN 978-0593150849
- Elrod, Hal; Corder, Honoree (2019). The Miracle Morning for Teachers: Elevate Your Impact for Yourself and Your Students. [S.l.]: Hal Elrod International. ISBN 978-1942589334

## Podcast
- Elrod, Hal. Achieve Your Goals with Hal Elrod (Podcast) (em inglês)

## Filmografia
- Agudo (2013)
- O Milagre da Manhã (Documentário) (Concluído)
- Teoria do impacto (série de TV) (2019)